# SV Viktoria Stralsund
Der SV Viktoria Stralsund war ein deutscher Sportverein (SV) aus Stralsund. Der Verein, in dem ausschließlich Fußball gespielt wurde, existierte von 1924 bis 1934. Heimstätte war das Stadion Schleusenbrücke.

## Verein
Viktoria Stralsund wurde im Jahr 1924 als eigenständiger Fußballverein von Spielern des MTV 1860 Stralsund unter der Bezeichnung SV Viktoria Stralsund gegründet. Der Club trat in Vorpommern zunächst innerhalb der Meisterschaften des Norddeutschen Fußball-Verbandes an, wechselte dann ab 1925 in die Meisterschaft des Baltischen Rasen- und Wintersport-Verbandes.
Auf sportlicher Ebene qualifizierte sich der Club in der kurzen Zeit seines Bestehens in Vorpommern nie für die norddeutsche bzw. baltische Endrunde.
1933 gelang der Viktoria der Aufstieg zur neu geschaffenen Gauliga Pommern. Das Heimspiel am 21. Januar 1934 in der Gauliga gegen den PSV Stettin wurde drei Minuten vor Schluss beim Stand von 1:8 abgebrochen, nachdem Zuschauer auf das Spielfeld gelaufen waren. Der Deutsche Fußball-Bund sperrte die Stralsunder Mannschaft bis zum 30. April 1934, zwei Spieler wurden vom Spielbetrieb auf Lebenszeit ausgeschlossen; alle ausstehenden Spiele wurden mit 0:2 Punkten gegen Stralsund gewertet, der Verein stieg mit nur zwei Punkten aus der Liga ab.
Bereits in der Folgesaison wurde der Club aufgelöst, die Mannschaft wurde wieder in den MTV 1860 Stralsund integriert.

## Statistik
- 1927/1928: Ligaklasse Pommern Bezirk III, 7. Platz (14 Sp., 4 g., 3 u., 7 v., 40:45 Tore, 11:17 Punkte)[3]
- 1928/1929: Ligaklasse Pommern Bezirk III, 2. Staffel[4]
- 1929/1930: Ligaklasse Vorpommern-Rügen, Staffel I[5]
- 1930/1931: Ligaklasse Vorpommern-Rügen, Meister[6]
- 1932/1933: Verbandsliga Vorpommern-Rügen, Staffel Nord[7]
- 1933/1934: Gauliga Pommern West, 7. Platz (12 Sp., 1 g., 0 u., 11 v., 12:42 Tore, 2:22 Punkte)